# ۲۵ ربیع‌الاول
۲۵ ربیع‌الاول، بیست و پنجمین روز از ماه ربیع‌الاول در تقویم هجری قمری است.
در تقویم هجری قمری قراردادی این روز هشتاد و چهارمین روز سال است.

## درگذشتگان
- ۵۰۷ - ابوالمظفر ابیوردی، قاری، نسب‌شناس، شاعر، نویسنده و زبان‌شناس عربی اُمَوی‌ ایرانی و وزیر سلجوقی